# Maria Josefa Queralt Teixidó
Maria Josefa Queralt Teixidó (Vinaròs, Baix Maestrat, 7 de febrer de 1922 - València, 25 de març de 2020) fou una religiosa valenciana.
Filla de l'enginyer industrial, Josep Queralt, i de Carme Teixidó, i germana d'Antoni Queralt i Teixido i de Rafael Queralt Teixidó, que també foren religiosos de la Companyia de Jesús, fou una monja religiosa catòlica. En març de 1936, amb 14 anys, ingresà al noviciat que les monges “Teresianes” tenen a Jesús, Tortosa. En juliol de 1959 fou nomenada directora de l'Institut de Teologia «Lux Vera», de l'Institut Pontifici “Regina Mundi”, de Roma. Com a tal, va retornar aquell mateix any a Espanya per a impartir cursos de Teologia a La Coruña. Durant diversos anys també fou missionera a Bombai, a l'Índia.